# Cantó de Brouvelieures
El cantó de Brouvelieures és un cantó francès del departament dels Vosges, situat al districte de Saint-Dié-des-Vosges. Té 10 municipis i el cap és Brouvelieures.

## Municipis
- Belmont-sur-Buttant
- Biffontaine
- Bois-de-Champ
- Brouvelieures
- Domfaing
- Fremifontaine
- Mortagne
- Les Poulières
- Les Rouges-Eaux
- Vervezelle

## Història
| Data d'elecció                           | Identitat        | Partit                                      | Qualitat |
| ---------------------------------------- | ---------------- | ------------------------------------------- | -------- |
| 1945-1979                                | André Thomas     | RPF, després radical, després Divers droite |          |
| 1979-1985                                | M. Meyer         | PS                                          |          |
| 1985-1992                                | André Bernière   | RPR                                         |          |
| 1992-1998                                | Roger Pierrat    | Divers gauche, després divers droite        |          |
| 1998-                                    | Étienne Pourcher | PS                                          |          |
| les dades anteriors no són pas conegudes |                  |                                             |          |
|                                          |                  |                                             |          |

## Demografia
| A partir de 1990: Població sense dobles comptes |